# Komisja Brukowa
Komisja Brukowa – komisja powołana w 1685 roku w celu poprawy warunków sanitarnych w Warszawie.

## Opis
Komisja została powołana przez sejm w 1685 roku. Miała za zadanie oczyścić miasto, zbudować kanalizację, doprowadzić czystą wodę i wybrukować ulice. Rozwinęła szerszą działalność po 1740 roku pod kierownictwem marszałka wielkiego koronnego Franciszka Bielińskiego
Komisja doprowadziła do wybrukowania 222 ulic, głównie na Starym i Nowym Mieście. W mieście pojawiły się też tablice z nazwami ulic.